# Team B.A.D.
Naomi i Sasha Banks (poprzednio znane jako Beautiful and Dangerous lub Best at Dominating, stylizowane jako Team B.A.D.) – żeński tag team w profesjonalnym wrestlingu, w którego skład wchodzą Naomi i Sasha Banks, występujące w federacji WWE, gdzie są jednokrotnymi posiadaczkami WWE Women’s Tag Team Championship.  
Oryginalny skład drużyny obejmował Naomi i Taminę, zaś później Team B.A.D. stał się ugrupowaniem, do którego należała też Sasha Banks. Zespół zadebiutował 13 lipca 2015 jako część "rewolucji" w dywizji Div. Banks opuściła grupę w lutym 2016, a reszta grupy rozwiązała się w maju tego samego roku. Banks i Naomi zeszły się z powrotem w 2022, zostając pretendentkami do WWE Women’s Tag Team Championship, wygrywając je ostatecznie w kwietniu tego samego roku.

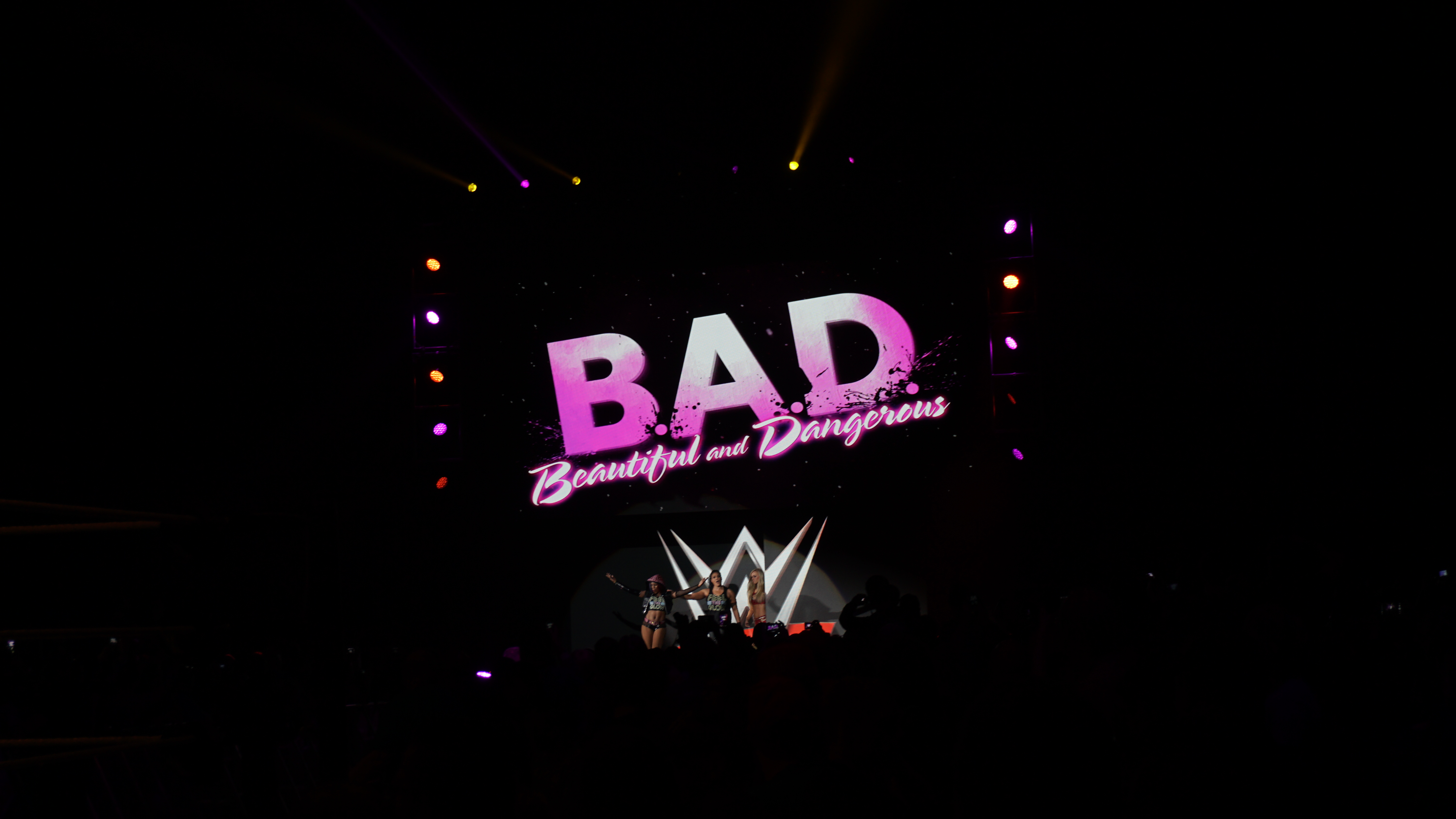
Team B.A.D. zmierza do ringu

## Historia

### 2015
W maju 2015 Naomi połączyła siły z jej daleką krewną, Taminą Snuką i rozpoczęły rywalizację z Team Bella (Alicia Fox, Brie i Nikki Bella). Pokonały bliźniaczki Bella w starciu drużynowym na Payback. 13 lipca Stephanie McMahon ogłosiła "rewolucję" w dywizji Div. Do Naomi i Taminy dołączyła debiutująca w głównym rosterze Sasha Banks, tworząc Team B.A.D., a do Paige, również rywalizującej z Team Bella, dołączyły Charlotte i Becky Lynch, tworząc Team PCB. Na Battleground odbył się Triple Threat Match, w którym reprezentująca Team PCB Charlotte zwyciężyła nad Sashą Banks z Team B.A.D. i Brie Bellą z Team Bella. Następnego dnia na Raw Naomi i Sasha Banks wygrały starcie tag-teamowe z Paige i Becky Lynch. Wszystkie trzy drużyny zawalczyły ze sobą w Triple Threat Tag Team Elimination Matchu na SummerSlam, starcie wygrało PCB.
Sasha Banks pokonała mistrzynię Div Nikki Bellę w walce, podczas której tytuł nie był stawką pojedynku, po czym zawalczyła z Paige w pierwszym w historii Divas Beat The Clock Challenge. Uniemożliwiła przeciwniczce pobicie czasu Charlotte, przez co ta została pretendentką do mistrzostwa. Banks rozpoczęła krótką rywalizację z Paige; pokonała ją dwukrotnie: 7 i 14 września na Raw, a ich walka 10 września na SmackDown zakończyła się no-contestem.
Po przegranej w Fatal Four-Way Matchu o miano pretendentki do tytułu Divas Championship, Banks rozpoczęła serię zwycięstw; pokonała m.in. Brie Bellę, Alicię Fox i Becky Lynch. Pod koniec grudnia doznała kontuzji kolana, do ringu powróciła dopiero na Royal Rumble.

### 2016

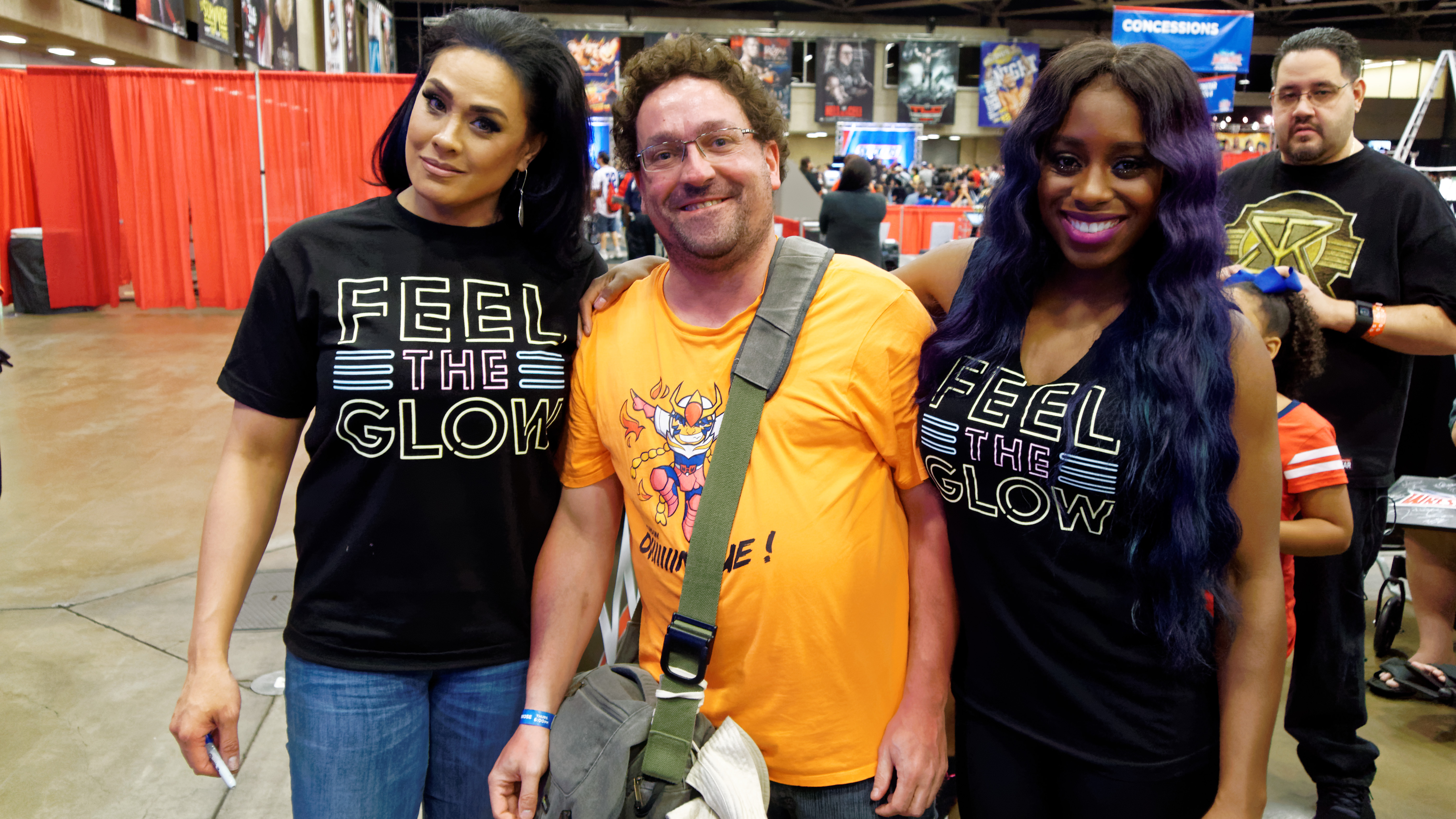
Tamina i Naomi na WrestleMania 32 Axxess w kwietniu 2016

25 stycznia na Raw Sasha Banks ogłosiła, że chce zostać niezależną od Team B.A.D. i opuściła grupę. Naomi i Tamina zgodziły się na to i stwierdziły, że nie trzymają za to urazy. Jednakże, podczas pojedynku pomiędzy Banks a Becky Lynch, zaatakowały byłą partnerkę, lecz zostały powstrzymane przez Lynch. Tydzień później Tamina pokonała Lynch, podczas gdy Naomi obijała Banks na zewnątrz ringu. Tej samej nocy ogłoszono, że Naomi i Tamina zmierzą się z Sashą Banks i Becky Lynch w starciu drużynowym na gali Fastlane. 15 lutego Naomi została pokonana przez Lynch, po pojedynku wraz z Taminą zaatakowały ją, jednak Banks odstraszyła byłe koleżanki z drużyny. Na Fastlane przegrały walkę z Banks i Lynch.

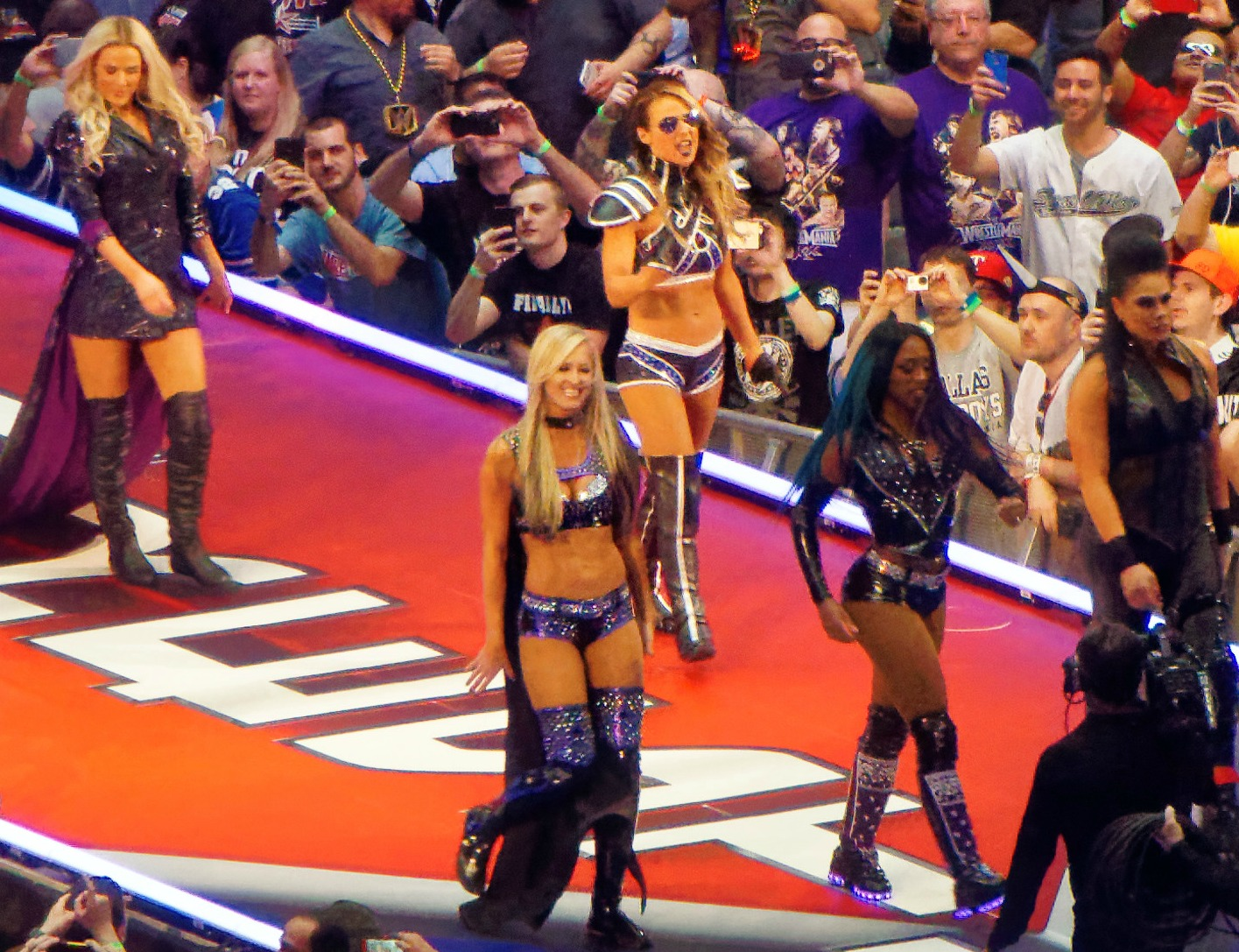
Team B.A.D. & Blonde podczas wejścia na WrestleManii 32

14 marca, Team B.A.D. pokonało Brie Bellę i Alicię Fox dzięki interwencji Lany. B.A.D. sprzymierzyło się z Laną, Emmą i Summer Rae, tworząc "Team B.A.D. & Blonde". Ugrupowanie zmierzyło się z drużyną Total Divas (Brie Bella, Paige, Alicia Fox, Natalya i Eva Marie) na WrestleManii 32; po przegranym starciu Team B.A.D. & Blonde zostało rozwiązane. Na początku maja, Tamina przeszła operację kontuzjowanego kolana, zaś w międzyczasie o swojej kontuzji poinformowała Naomi, tym samym rozwiązując drużynę.

### Reformacja (od 2022)
25 lutego 2022 na odcinku SmackDown Sasha Banks zwyciężyła Shotzi. Po walce, w ringu pojawiła się Naomi, która ogłosiła, iż wraz z Banks zamierzają rzucić wyzwanie o WWE Women’s Tag Team Championship. Zostało ono przyjęte przez panujące mistrzynie Carmellę i Queen Zelinę, podczas segmentu na Raw 28 lutego, a pojedynek został zaplanowany na tegoroczną WrestleManię 38. 7 marca mistrzynie uległy w walce z Liv Morgan i Rheą Ripley, które zostały dodane do starcia na WrestleManii, czyniąc z niego Triple Threat. Banks i Naomi zmierzyły się z nowymi rywalkami na następnym SmackDown, jednak w walkę zaingerowały Natalya i Shayna Baszler, powodując dyskwalifikację. Niedługo potem Natalya i Baszler dołączyły do mistrzowskiego pojedynku na WrestleManii, które na skutek tego stało się Fatal 4-way matchem z udziałem wszystkich czterech drużyn. Na gali Banks i Naomi zdołały pokonać mistrzynie i resztę pretendentek, aby zdobyć mistrzostwa WWE Women’s Tag Team, co uczyniło Banks rekordowo trzykrotną posiadaczką mistrzostwa.  

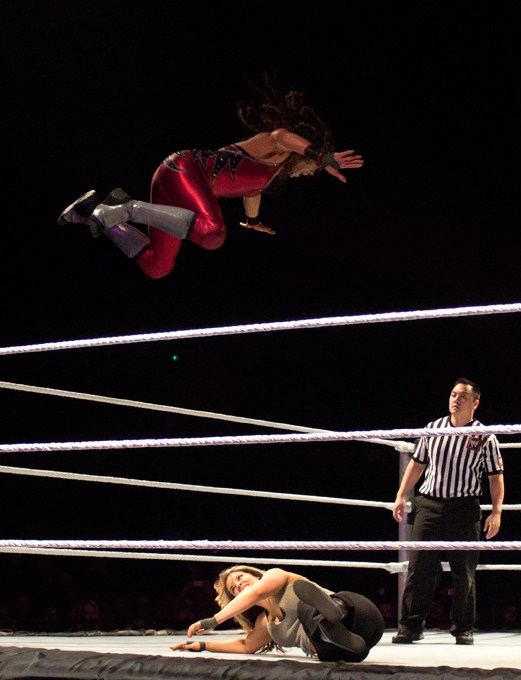
Tamina wykonuje Superfly Splash

## Ruchy używane we wrestlingu

### Obecni członkowie
- Finishery
  - Naomi
    - Handstand headscissors driver na klęczącym przeciwniku
    - Knight Falls (Leg lariat)
    - Rear View (Jumping hip attack)
    - Slay-o-mission (Headscissors shoulder lock)

  - Sasha Banks
    - Bank Statement (crossface połączony z Backstabber)[37]

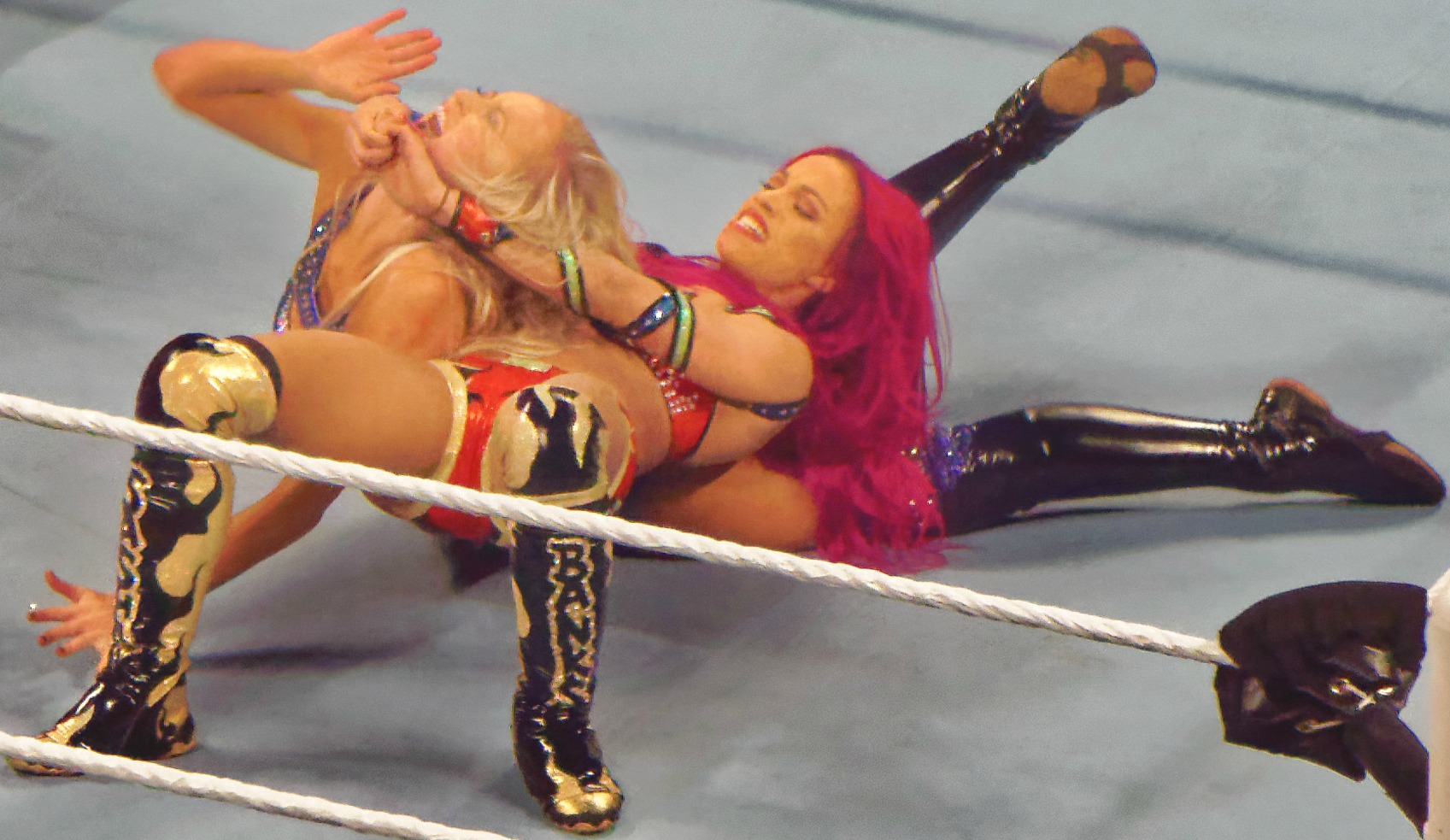
Sasha Banks wykonuje Bank Statement

### Byli członkowie

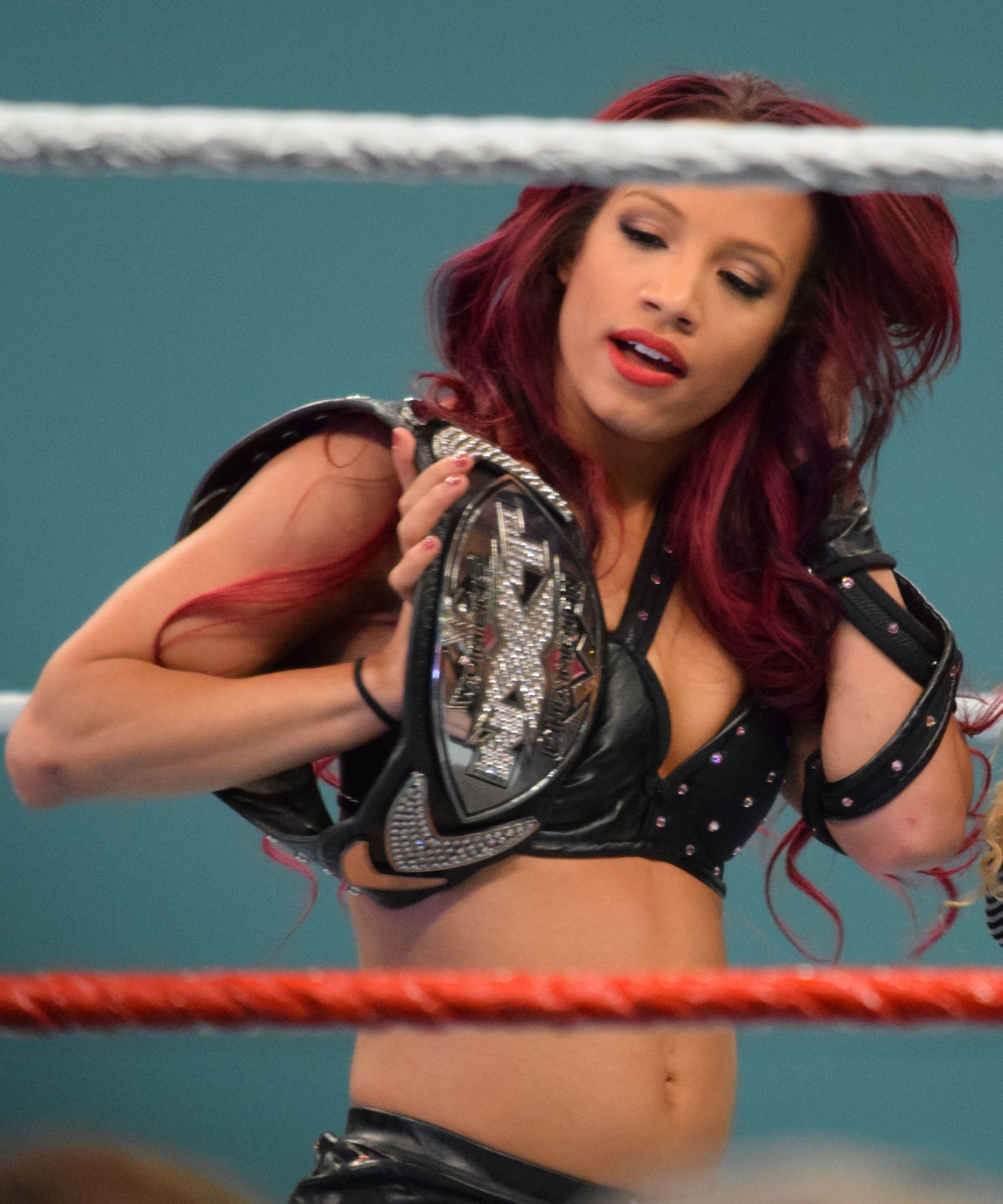
Banks posiadaczką NXT Women’s Championship

- Finishery
  - Tamina
    - Superkick
    - Superfly Splash (Diving splash)

## Mistrzostwa i osiągnięcia
- Wrestling Observer Newsletter
  - Worst Feud of the Year (2015) Team PCB vs. Team B.A.D. vs. Team Bella
- WWE
  - WWE Women’s Tag Team Championship (1 raz) – Banks i Naomi[5]
  - NXT Women's Championship (1 raz) – Sasha Banks
  - NXT Year-End Awards for Match of the Year (2015) – Sasha Banks vs. Bayley na NXT TakeOver: Brooklyn